# جون مورغان (أستاذ جامعي)
جون مورغان (بالإنجليزية: John Morgan) هو طبيب أمريكي، ولد في 10 يونيو 1735 في Byberry, Philadelphia ‏ في الولايات المتحدة، وتوفي في 15 أكتوبر 1789.

## وصلات خارجية
- جون مورغان على موقع الموسوعة البريطانية (الإنجليزية)